# Păstrăveni (gmina)
Păstrăveni – gmina w Rumunii, w okręgu Neamț. Obejmuje miejscowości Lunca Moldovei, Păstrăveni, Rădeni i Spiești. W 2011 roku liczyła 3595 mieszkańców.